# Страдание (картина Шенка)
«Страдание», также «Тоска» (фр. Angoisse; англ. Anguish) — картина немецкого и французского художника-анималиста Августа Шенка, написанная в 1878 году. С 1880 года входит в коллекцию Национальной галереи Виктории в Мельбурне (Австралия); одно из самых популярных живописных полотен музея.

## Сюжет и описание
На картине изображена блеющая от горя овца, пар от дыхания которой замерзает на холодном воздухе. Мать-овца стоит над мёртвым телом своего ягнёнка, изо рта которого на белый снег стекает струйка крови, в сцене, напоминающей пьету. Овца с телом ягнёнка окружена множеством чёрных ворон, которые зловеще толпятся вокруг под тусклым серым облачным зимним небом, ожидая возможности слететься на труп. Приглушённые тона картины — почти монотонные оттенки белого, серого, коричневого и чёрного — отражают безнадёжность момента. Картина 151,0 см × 251,2 см содержит подпись «Schenck» в левом нижнем углу.
Было высказано предположение, что эта работа могла быть вдохновлена книгой Чарлза Дарвина «Выражение эмоций у человека и животных» (1872), в которой автор утверждал, что эмоции имеют биологическое происхождение и что у животных они схожи с человеческими. Сюжет также толковался как комментарий к жестокости общества, представленного толпой хищных ворон.

## История

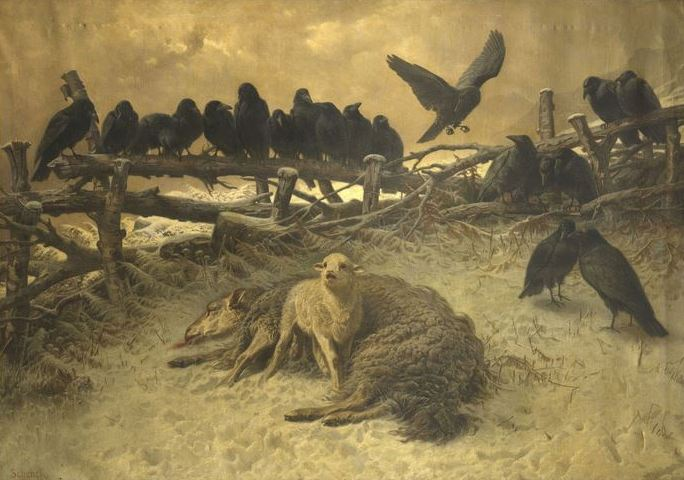
«Сирота, память об Оверни», Шенк, 1885 (Музей Орсе, Париж)

Август Шенк родился в Глюкштадте в Гольштейне (тогда Дания), но большую часть своей жизни жил и работал во Франции. Картина «Страдание» была выставлена в 1878 году в Парижском салоне под французским названием Angoisses, где она вызвала сильные эмоции у посетителей, а затем в следующем году в Лондоне. Картина была выгравирована Шарлем Мораном в 1878 году для французского журнала L’Art и Тибюрсом де Маром в 1879 году. Она была приобретена лондонским арт-дилером Агню, а затем продана Национальной галерее Виктории. Полотно прибыло в Австралию в 1880 году, сохранив свою первоначальную позолоченную раму.
На более поздней картине 1885 года «Сирота, память об Оверни» (Музей Орсе, Париж) Шенк использовал обратный сюжет, когда ягнёнок стоит над мёртвым телом своей матери, окружённый вереницей чёрных ворон, ожидающих на деревянном заборе.